# Acalypha allenii
Acalypha allenii är en törelväxtart som beskrevs av John Hutchinson. Acalypha allenii ingår i släktet akalyfor, och familjen törelväxter. Inga underarter finns listade i Catalogue of Life.